# 比利亚塞卡德亚尔希耶尔
比利亚塞卡德亚尔希耶尔，是西班牙卡斯蒂利亚-莱昂索里亚省的一个市镇。总面积22平方公里，总人口23人（2023年），人口密度1人/平方公里。